# Свети Никола (Оздолени)
Вижте пояснителната страница за други значения на Свети Георги.
„Свети Никола“ (на македонска литературна норма: „Свети Никола“) е православна църква в охридското село Оздолени, Република Македония. Църквата е под управлението на Дебърско-Кичевската епархия на Македонска православна църква.
Църквата е разположена на възвишение в североизточния край на селото. Представлява еднокорабна сграда, изградена от камък, като седемстранната апсида на изток е изцяло от бигор. В храма има запазени двадесетина поствизантийски икони. Старата живопис е заменена с нова.